# Москуфо
Москуфо (італ. Moscufo) — муніципалітет в Італії, у регіоні Абруццо,  провінція Пескара.
Москуфо розташоване на відстані близько 145 км на північний схід від Рима, 55 км на схід від Л'Аквіли, 14 км на захід від Пескари.
Населення — 3229 осіб (2014).

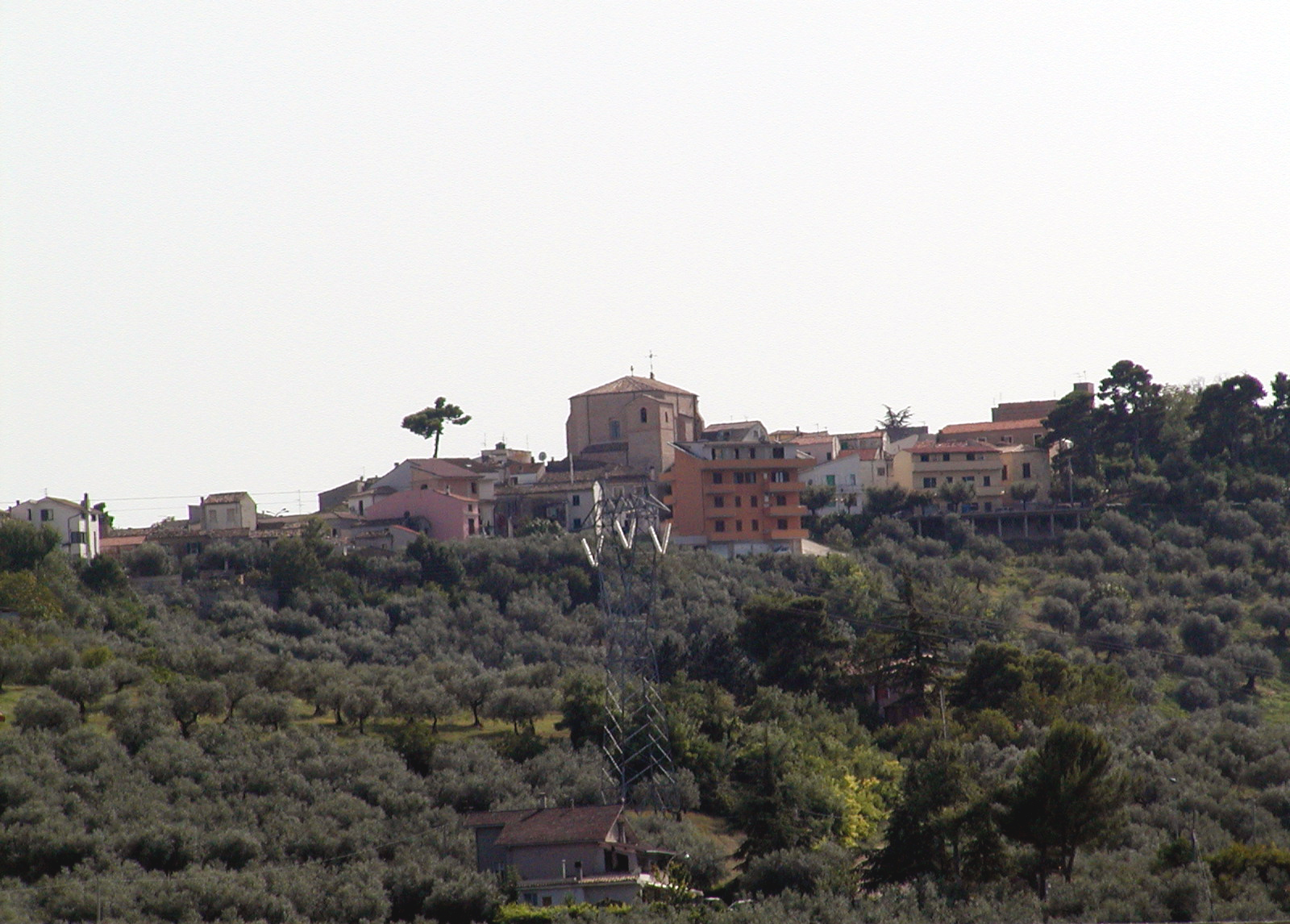

Щорічний фестиваль відбувається 25 липня. Покровитель — San Cristoforo.

## Демографія
Населення за роками:

Станом на 1 січня 2023 року в муніципалітеті офіційно проживало 126 іноземців з 24 країн, серед них 41 громадянин країн Євросоюзу та 2 громадяни України.

## Сусідні муніципалітети
- Каппелле-суль-Таво
- Коллекорвіно
- Лорето-Апрутіно
- П'янелла
- Спольторе